# サヒブ・シハブ
サヒブ・シハブ（Sahib Shihab、1925年6月23日 ジョージア州サヴァナ - 1989年10月24日 テネシー州）は、ジャズ・サクソフォーン奏者ならびにジャズ・フルート奏者。1947年にイスラム教に改宗するまでの名は、エドマンド・グレゴリー（Edmund Gregory）であった。

## 略歴
13歳でプロのアルト・サクソフォーン奏者として初舞台に立ち、ルーサー・ヘンダーソン楽団と共演する。その後、ボストン音楽院に進学し、トランペット奏者のロイ・エルドリッジと共演した。1940年代半ばには、フレッチャー・ヘンダーソンとともに首席アルト・サクソフォーン奏者となった。ジャズ・ミュージシャンとして最初にイスラム教に改宗し、改名した。1940年代にセロニアス・モンクと共演しており、またこの頃は、時間を割いてアート・ブレイキーやケニー・ドーハム、ベニー・ゴルソンらのアーティストによる数々の録音に参加した。1950年代にディジー・ガレスピーのビッグバンドに招かれて共演したことは、バリトン・サクソフォーンへの転機として特に重要である。1957年に写真家アート・ケインが撮影した集合写真『ハーレムの大いなる日（A Great Day in Harlem）』の中にも姿を見せた。
1959年に、アメリカ国内の人種問題に辟易して、クインシー・ジョーンズとともにヨーロッパに渡り、最終的にスカンジナビアに永住する。コペンハーゲン工科大学に勤め、映画やテレビ、劇場のための付随音楽を作曲した。1961年にケニー・クラークとフランシー・ボランのビッグバンドに入団し、12年にわたって一座の中心人物であり続けた。人種問題に敏感な良心的アフリカ系アメリカ人ではあったが、デンマーク人女性と結婚してヨーロッパで家庭を築いている。1966年のユーロビジョン・ソング・コンテストでは、スウェーデン代表のリル・リンドフォシュとスヴァンテ・トゥーレソンの伴奏を務めた。
1973年にアメリカに帰国し、ロックバンドやポップ・グループのセッションマンとして、また地方の音楽家のためのコピーライターとして3年間働いた。1978年、ケニー・ドリューと共同でマトリックス（ジャズ・レーベル）を設立した。最晩年はニューヨークとヨーロッパを行き来して、アート・ファーマーとの共演で成功を収めた。
テネシー州ナッシュビルにて逝去。
他に共演者はタッド・ダメロン、フィリー・ジョー・ジョーンズ、フィル・ウッズ、ハンク・ジョーンズ、ポール・チェンバース、アート・テイラー、ビル・エヴァンス、ニールス＝ヘニング・エルステッド・ペデルセン等が挙げられる。

## ディスコグラフィ

### リーダー・アルバム
- 『ザ・ジャズ・ウイ・ハード・ラスト・サマー』 - The Jazz We Heard Last Summer (1957年、Savoy) ※ハービー・マンとのスプリット
- 『ジャズ・サヒブ』 - Jazz Sahib (1957年、Savoy)
- 『サヒブズ・ジャズ・パーティー』 - Sahib's Jazz Party (1963年、Debut) ※『カンヴァーセイションズ (Conversations)』として再発あり
- Summer Dawn (1964年、Argo)
- 『SAHIB SHIHAB AND THE DANISH RADIO JAZZ GROUP』 - Sahib Shihab and the Danish Radio Jazz Group (1965年、Oktav)
- 『シーズ』 - Seeds (1968年、Vogue Schallplatten)
- 『コンパニオンシップ』 - Companionship (1970年、Vogue Schallplatten)
- 『センチメンツ』 - Sentiments (1972年、Storyville)
- La Marche dans le Désert (1972年、Futura) ※Sahib Shihab + Gilson Unit名義
- 『フルート・サミット』 - Flute Summit (1973年、Atlantic) ※with ジェレミー・スタイグ、ジェームス・ムーディ、クリス・ヒンゼ
- Soul Mates (1988年、Uptown) ※with チャーリー・ラウズ
- And All Those Cats (1988年) ※コンピレーション